# Объёмная картография
Объёмная картография — разновидность программного обеспечения, позволяющего преобразовать двумерные изображения в трёхмерные объекты. Например, изображение, полученное с помощью рентгеновских лучей, позволяет выявить мельчайшие детали снятого объекта, а соответствующая компьютерная программа может преобразовать эти изображения в слои, этот процесс называется объёмным рендерингом.

## Восстановление рукописей с помощью объёмной картографии
Один из наиболее известных примеров применения объёмной картографии — это восстановление сгоревших пергаментных свитков общины Эйн-Геди в Израиле. Древний Эйн-Геди существовал предположительно с VII века до н. э. и на протяжении своей истории несколько раз разрушался завоевателями. Примерно в 800 году нашей эры город был разрушен византийским императором Юстинианом I, и в результате пожара в синагоге сгорели пергаментные свитки. Остатки этих сгоревших свитков были обнаружены археологами во время раскопок в 1970 году. Обуглившиеся свитки были настолько хрупкими, что распадались при прикосновении, и их было невозможно механически размотать и прочитать.
На помощь пришла объёмная картография. В 2016 году исследователь из Университета Кентукки Б.Силс создал набор компьютерных программ под названием «Объемная картография» для реконструкции слоёв текста на цифровом рентгеновском изображении одного из свитков, известного как свиток Эйн-Геди.

## Технология

### Объемное сканирование
Сканер для рентгеновской микротомографии (Micro-CT) создаёт трехмерное изображение образца. Рентгеновский сканер может формировать точки размером до 10 микрон.

### Сегментация
Поверхности разбиваются на маленькие треугольники, в результате формируется треугольная сетка, создающая поверхность.

### Текстурирование
Каждой точке в сетке назначается вес, указывающий на вероятность того, что точка содержит запись.

### Сплющивание
Поверхность сетки отображается на плоскости.

### Слияние
Кусочки восстановленной поверхности объединяются в единое изображение.